# Zbiornik Wody Stara Orunia
Zbiornik Wody Stara Orunia (niem. Hochbehälter Ohra) – zabytek hydrotechniczny, dawny miejski rezerwuar wody pitnej Gdańska, oddany do użytku w 1869 r. Współcześnie atrakcja turystyczna, punkt widokowy, a także obszar Natura 2000 w postaci siedliska nietoperzy.

## Położenie
Zbiornik położony jest na południu miasta w dzielnicy Orunia-Św. Wojciech-Lipce, na Oruni, nieopodal zabytkowego Parku Oruńskiego, w ciągu wzgórz zaczynających się na Górze Pięciu Braci, na południe od niej. Leży pomiędzy ulicami: Raduńską i Kampinoską, powyżej Kanału Raduni. Jest częścią zespołu przyrodniczo-krajobrazowego Dolina Potoku Oruńskiego.

## Opis obiektu
Powstanie zbiornika było elementem programu budowy systemu wodociągowo-kanalizacyjnego w Gdańsku, realizowanego przez ówczesnego burmistrza Leopolda von Wintera. Autorem projektu systemu i opisywanej budowli był pruski architekt i inżynier Eduard Friedrich Wiebe. Budowa zbiornika została ukończona w 1869 r. Był on zasilany grawitacyjnie rurociągiem z położonej ponad Gdańskiem miejscowości Pręgowo. Również wypływ wody ze zbiornika do położonej poniżej wzgórz miejskiej sieci odbiorczej odbywał się grawitacyjnie. Rezerwuar pełnił więc funkcję analogiczną do wieży ciśnień, wyrównując dobowe wahania poboru wody. Jednak w odróżnieniu od wieży ciśnień, zbiornik znajdował się pod ziemią i woda w obydwu kierunkach była tłoczona grawitacyjnie. Rurociąg zasilający z Pręgowa wykonany był z żeliwa i miał średnicę 418 mm. Odpływ miał natomiast średnicę 525 mm. Obiekt był pierwszym z serii kilku podziemnych rezerwuarów zbudowanych na wzgórzach okalających Gdańsk. Były one podzielone na trzy kategorie wytwarzanego ciśnienia wody (niskie, średnie, wysokie). Zbiornik na Oruni należał do kategorii niskiego ciśnienia, z uwagi na nieznaczną wysokość posadowienia (ok. 40 m n.p.m.), co było przyczyną jego wyłączenia z eksploatacji w 1978 roku. Drenażowe ujęcie wody w Pręgowie wykorzystywane jest nadal, dzięki nowym zbiornikom położonym nieopodal historycznego rezerwuaru.
Ceglany obiekt ma kształt kwadratu o bokach długości 40 metrów. Wewnątrz znajduje się 11 naw spoczywających na łukach 8 arkad. Powierzchnia całkowita wynosi 1496 m², a pojemność 5700 m³. Rozpiętość łuków arkad wynosi 4 m. Wysokość komory zbiornika dochodzi do 5 m. Budowla została wykonana z cegieł wyprodukowanych w cegielni w Kolibkach. Zbiornik miał zrzut awaryjny do Kanału Raduni. Z pierwotnego wyposażenia obiektu zachowały się tylko końcówki rurociągów.
W latach 2016–2018 zbiornik poddany został rewitalizacji, aby umożliwić zwiedzanie. Podczas prac m.in. odkopano i zakonserwowano ceglane stropy, wymieniono pierwotne nakrycie zbiornika z gleby na lżejsze kruszywo (keramzyt), co odciążyło obiekt, a zwiększyło izolację cieplną. Zbiornik został wpisany do gminnej ewidencji zabytków w 2019 roku i jest elementem Gdańskiego Szlaku Wodociągowego – udostępnianych do zwiedzania obiektów związanych z miejskimi wodociągami. Zwiedzanie zbiornika jest możliwe wyłącznie z przewodnikiem, podczas kilku miesięcy w roku (poza okresem hibernacji nietoperzy). Dno zbiornika zalane jest wodą, a ścieżka turystyczna poprowadzona jest po celowo zainstalowanych pomostach. Obok zbiornika znajduje się jeden z gdańskich punktów widokowych – widok XII „Jerzy”, upamiętniający profesora Jerzego Sampa, historyka, gedanisty i popularyzatora okolicy.

## Obszar lęgowy Natura 2000
Od 2021 r. budowla jest siedliskiem Natura 2000 PLH220106 Zbiornik na Oruni. Miejsce zimowania nocków: zagrożonego wyginięciem łydkowłosego, a także rudego, Natterera i dużego. Występuje tu również gacek brunatny. Od początków obserwacji liczba nietoperzy zimujących w obiekcie wahała się od 100 do 800 osobników.

## Galeria

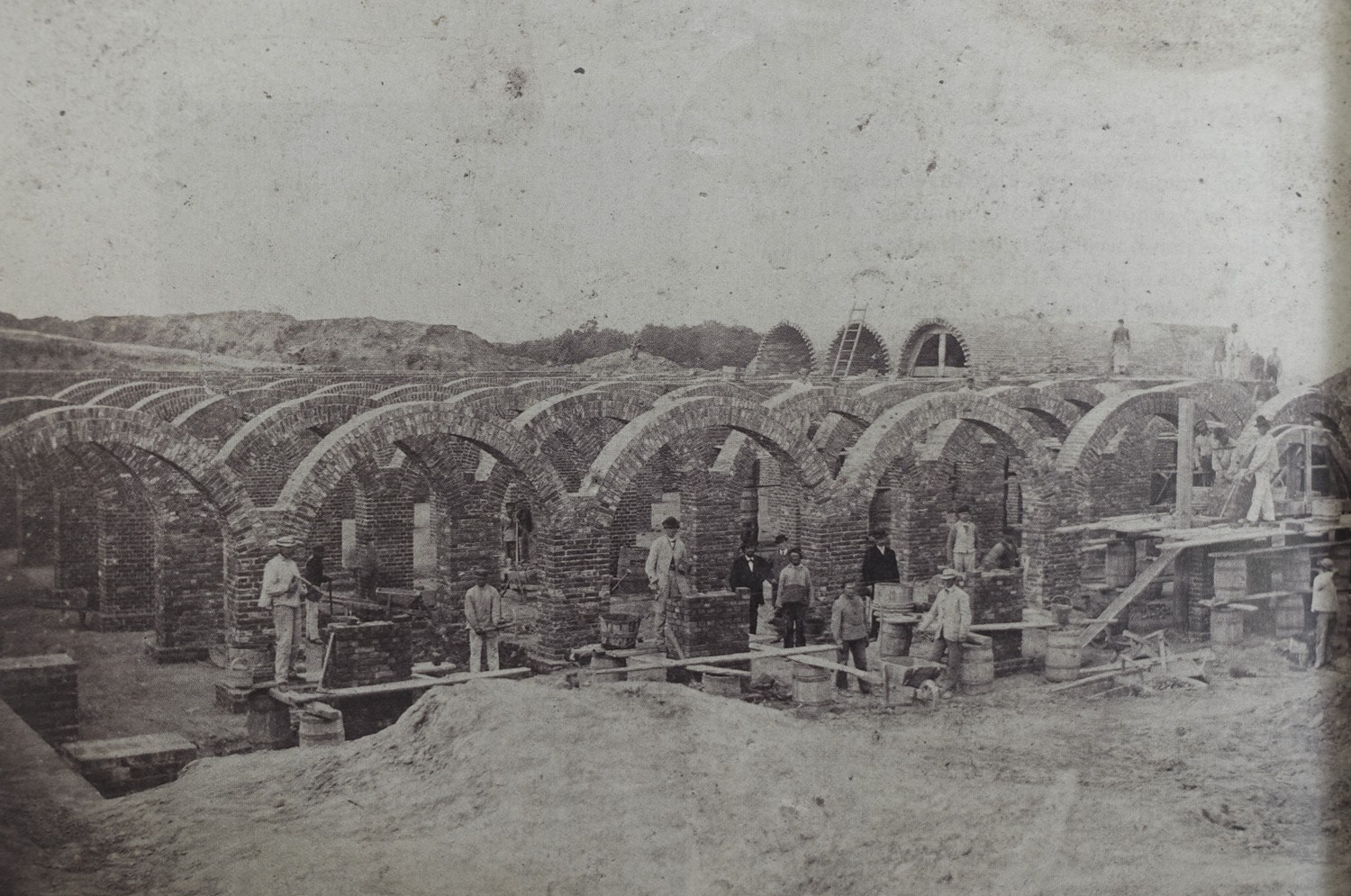
Budowa, 1869 r.
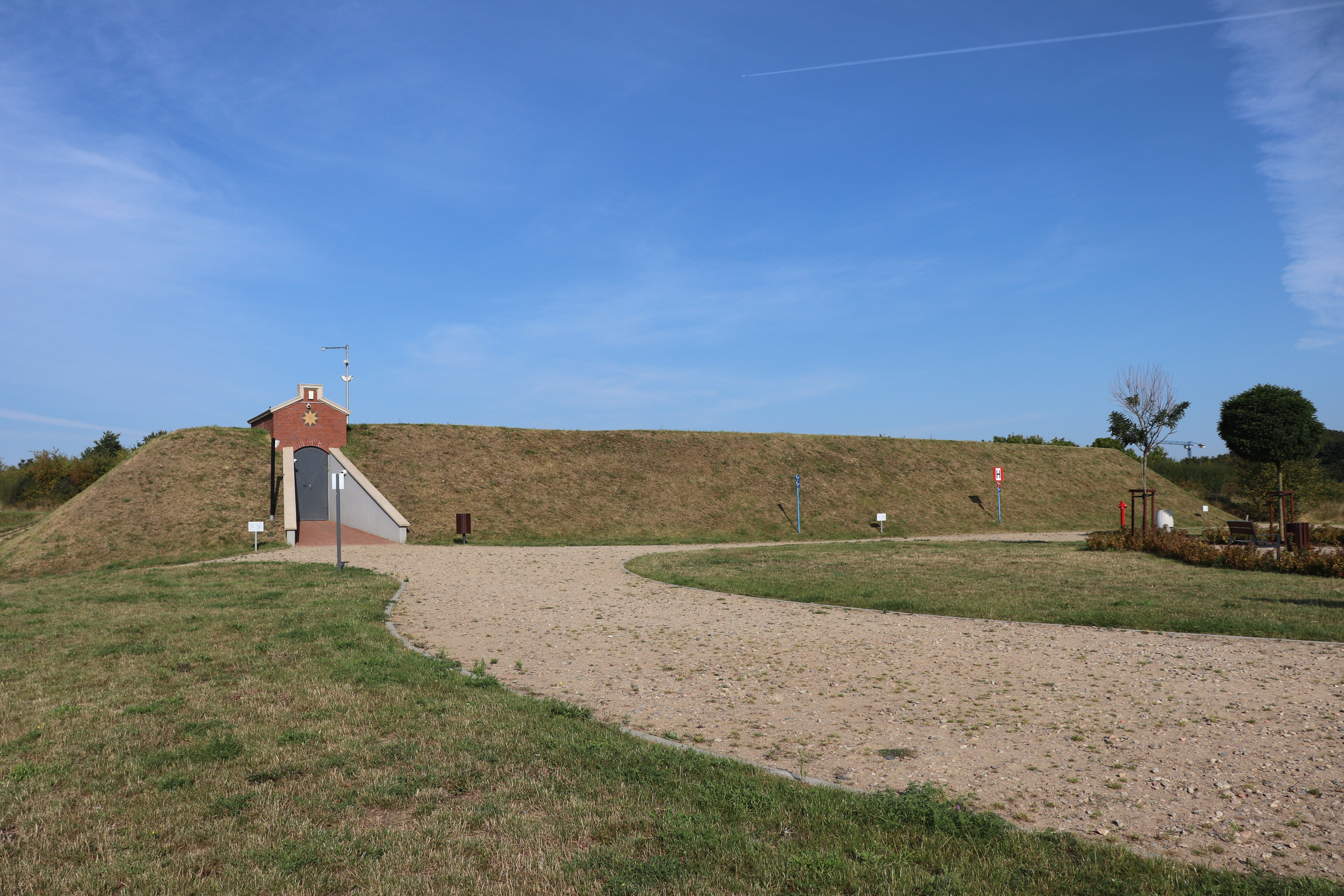
Wygląd z zewnątrz
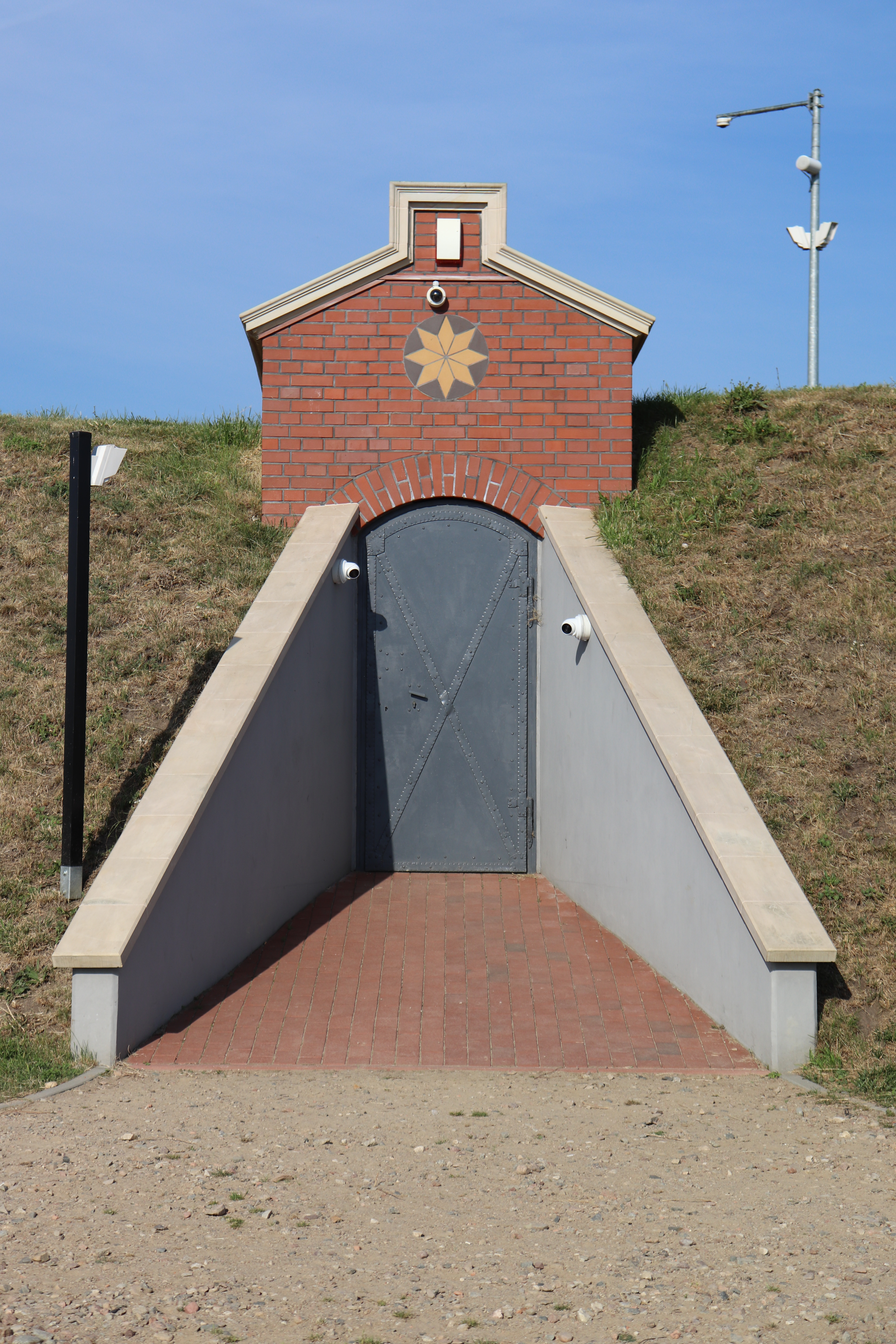
Wrota wejściowe
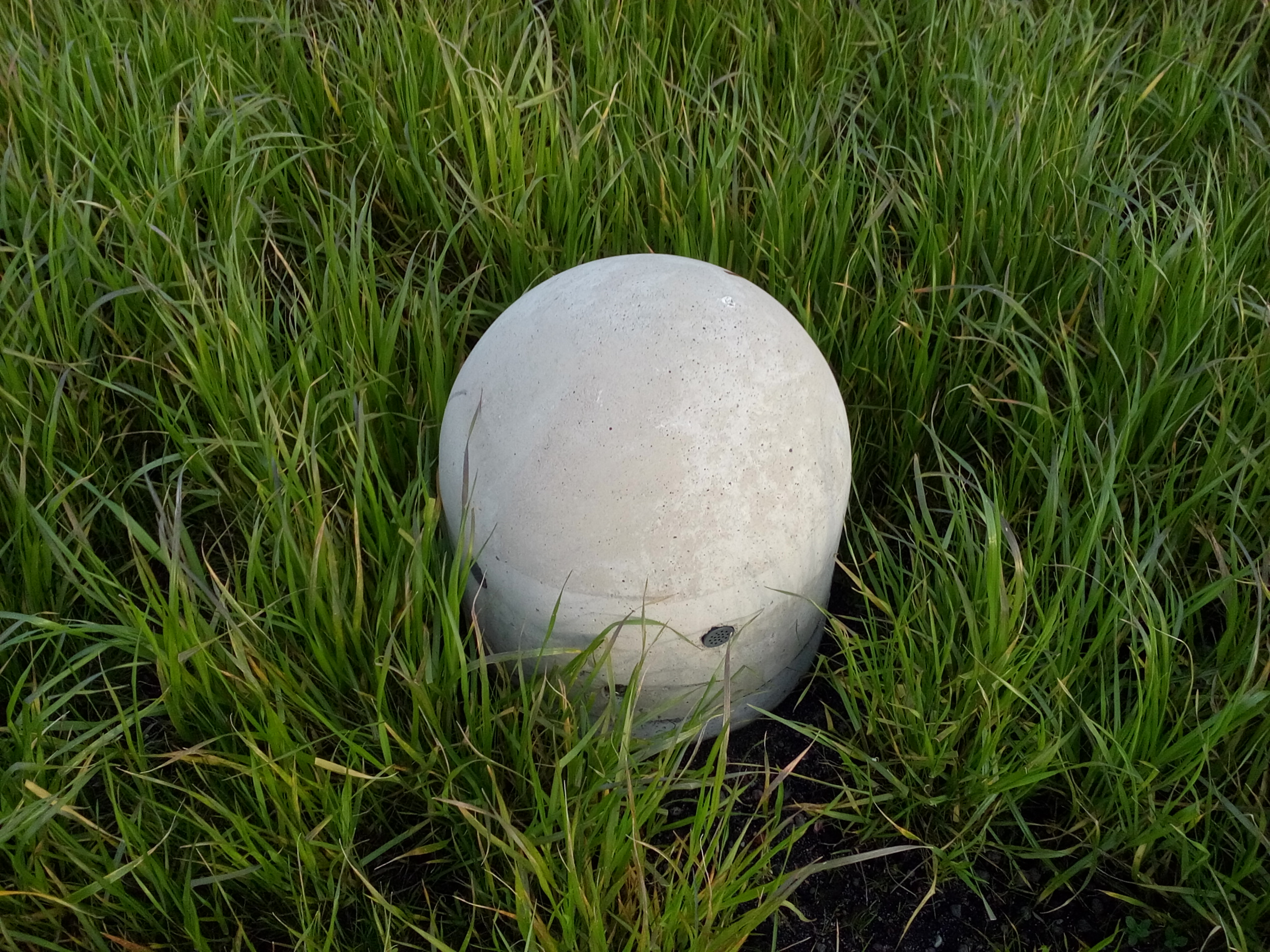
Jedna z kolumn odpowietrzających na szczycie zbiornika